# Торнтон, Тиффани
Ти́ффани Дон То́рнтон-Ка́рни (англ. Tiffany Dawn Thornton-Carney; 14 февраля 1986, Колледж-Стейшен, Техас, США) — американская актриса, комедиантка, певица и автор песен. Наиболее известна ролью Тони Харт из телесериалов «Дайте Санни шанс» (2009—2011) и «Как попало!» (2011—2012).

## Биография
У Тиффани есть старший брат Джон Скотт Торнтон. Училась в школе Lincoln High. Свою карьеру она начала, попав в IMTA — международное агентство модельного и актёрского мастерства.

## Карьера
Актёрский дебют Тиффани состоялся в пилотном эпизоде ситкома компании Fox «Quintuplets». Также она получила небольшую роль в сериале «8 простых правил для друга моей дочери-подростка», «Американские мечты», «Одинокие сердца», «Отчаянные домохозяйки», «That’s So Raven», «Иерихон», «Волшебники из Вэйверли Плейс» и «Ханна Монтана».
В 2009 году она начала сниматься в сериале Дайте Санни шанс в роли Тони Харт, а затем сыграла в фильме канала Дисней «Пит в перьях».

## Личная жизнь
В 2011—2015 годы Тиффани была замужем за музыкантом Кристофером Карни (1980—2015). От этого брака у Торнтон есть два сына — Кеннет Джеймс Карни (род. 14.08.2012) и Бентли Кэш Карни (род. 01.03.2014). Крёстными родителями старшего сына Кеннета являются актёры Уилмер Вальдеррама и Кэсси Сербо. 4 декабря 2015 года 35-летний Карни погиб в автокатастрофе вместе со своим 37-летнем другом-кровельщиком Эзикиелом Блэнтоном, который находился за рулём в момент аварии. За два дня до гибели мужа, лучшая подруга Торнтон, 29-летняя Бриттани Блэнтон, также погибла в автокатастрофе.
С 7 октября 2017 года Тиффани замужем за пастором Джосайей Капачи, с которым она встречалась 9 месяцев до их свадьбы. У супругов две дочери — Джульет Джой Капаси (род. 09.11.2018) и Кимбер Джо Капачи (род. 21.07.2021).

## Фильмография
| Год       |    | Русское название                                 | Оригинальное название    | Роль                     |
| --------- | -- | ------------------------------------------------ | ------------------------ | ------------------------ |
| 2004      | с  | Пятерняшки                                       | Quintuplets              | Стейси                   |
| 2004      | с  | 8 простых правил для друга моей дочери-подростка | 8 Simple Rules           | Марни                    |
| 2005      | с  | American Dreams                                  | American Dreams          | Тоня                     |
| 2005—2006 | с  | Одинокие сердца                                  | The O.C.                 | Эшли                     |
| 2006      | с  | Отчаянные домохозяйки                            | Desperate Housewives     | Барби                    |
| 2006      | тф | Такая Рэйвен                                     | That's So Raven          | Тайлер Спаркс            |
| 2006      | с  | Иерихон                                          | Jericho                  | Стефани Ланкастер        |
| 2007      | тф | На краю жизни                                    | Side Order of Life       | Дилан Грэхем             |
| 2007      | ф  | Волшебники из Вэйверли Плэйс                     | Wizards of Waverly Place | Сьюзан                   |
| 2007      | тф | Hell on Earth                                    | Hell on Earth            | Фелиция                  |
| 2007—2008 | с  | Ханна Монтана                                    | Hannah Montana           | Бекки                    |
| 2009      | с  | Пит в перьях                                     | Hatching Pete            | Джейми Уинн              |
| 2009      | ф  | Boo!                                             | Boo!                     | имя персонажа неизвестно |
| 2010      | с  | Рыбология                                        | Fish Hooks               | Дорис                    |
| 2009—2011 | с  | Дайте Санни шанс                                 | Sonny With a Chance      | Тони Харт                |
| 2011      | тф | Турнир долины фей                                | Pixie Hollow Games       | Глиммер                  |
| 2012      | тф | Игра изменилась                                  | Game Change              | Меган МакКейн            |
| 2011—2012 | с  | Как попало!                                      | So Random!               | Тони Харт                |
| 2012      | тф | Доктор Плюшева                                   | Doc McStuffins           | озвучка                  |
| 2013      | тф | Unlucky Charms                                   | Unlucky Charms           | Одри                     |
| 2014      | тф | The Dog Who Saved Easter                         | The Dog Who Saved Easter | Карен                    |
| 2014      | тф | Muertoons                                        | Muertoons                | Лупита                   |

## Музыка

### Песни
- 2009: «Let It Go» (с Митчелом Муссо)[9] — Disney Channel Playlist
- 2009: «Some Day My Prince Will Come»[10] — Белоснежка и семь гномов: Diamond Edition DVD/Blu-ray
- 2009: «Magic Mirror» — Тинкер белл
- 2009: «I Believe» дуэт с Лягушонком Кермит — Studio DC: Almost Live
- 2010: «If I Never Knew You»[10] — DisneyMania 7
- 2010: «Kiss Me» — Дайте Санни шанс
- 2010: «Sure Feels Like Love» — Дайте Санни шанс
- 2011: «Gift of Grammer» — Gift of Grammer — Single

### Клипы
- 2008: «La La Land» (клип Деми Ловато, камео)
- 2009: «Let It Go» (с Митчелом Муссо)
- 2009: «Some Day My Prince Will Come»
- 2009: «I Believe»

## Награды
| Год  | Награда            | Категория               | Работа           | Результат |
| ---- | ------------------ | ----------------------- | ---------------- | --------- |
| 2010 | Teen Choice Awards | «Summer TV Star-Female» | Дайте Санни шанс | Номинация |